# Khendum Choden
Khendum Choden es una poeta, autora y la primera Ph.D. de Bután. graduada de la Universidad de Texas en El Paso (UTEP). 

## Biografía
Es hija de un diplomático del Reino de Bután y también ha vivido en Bangladés, India y Estados Unidos. Fue educada en la Escuela Secundaria Superior Yangchenphug, luego en Humanities High School en Nueva York, EE. UU., graduándose en 2001. Comenzó un curso en Administración de Empresas y Economía en la Universidad Stony Brook, graduándose en 2005, y tiene un doctorado en Negocios Internacionales / Sistemas de Información de UTEP. Fue galardonada con la beca UTEP Dodson y la beca de posgrado Marcus Jonathan Hunt. 
Fundó la Asociación de Estudiantes Butaneses en la UTEP y se desempeñó como presidenta de la asociación en la misma donando dinero a las víctimas de un terremoto que sacudió Bután en 2009.

## Publicaciones
- Bagchi, Kallol, Purnendu Mandal, y Khendum Choden. "Trust or Cultural Distance—Which Has More Influence in Global Information and Communication Technology (ICT) Adoption?." Proceedings of the International Conference on Managing the Asian Century. Springer Singapore, (2013; en español "Confianza o distancia cultural: ¿cuál tiene más influencia en la adopción global de la tecnología de la información y la comunicación (TIC)?").[5]
- Choden, Khendum. "Three essays employing cultural value theories to explain individual and national differences in ICT use/adoption and media utilization among multiple nations." (2013; en español  "Tres ensayos que emplean teorías de valor cultural para explicar las diferencias individuales y nacionales en el uso / adopción de las TIC y la utilización de los medios entre varias naciones").[6]
- Choden, Khendum y col. "¿Importan los tipos de valor de Schwartz en el uso de Internet de países en desarrollo y desarrollados?" (2010; en español "¿Importan los tipos de valor de Schwartz en el uso de Internet de países en desarrollo y desarrollados?")[7]
- Choden, K., Mahmood, MA, Mukhopadhyay, S., Luciano, E.  "Organizational Preparedness for Information Security Breaches: An Empirical Investigation. Decision Sciences Institute Conference proceedings" (2009; en español "Preparación organizativa para violaciones de seguridad de la información: una investigación empírica. Actas de la conferencia del Instituto de Ciencias de la Decisión").